# Gheorghe Câutiș
Gheorghe Câutiș (n. 26 august 1940) este un fost deputat român în legislatura 1992-1996, ales în județul Vâlcea pe listele partidului PDSR. Gheorghe Câutiș este medic stomatolog.  